# 絵描き歌
絵描き歌（えかきうた）は、歌詞の通りに描いていくと自然と絵が完成する遊び歌。
日本で有名なものとしては「ぼうが一本あったとさ」（俗称かわいいコックさん）や、仔豚を描く「まんまるちゃん」（「森へ行きましょう」の替え歌）がある。類似する遊びとしては「へのへのもへじ」などの歌わずに文字で絵を書く「文字絵」がある。

## 歴史

へのへのもへじ（絵描き歌の起源とされる文字絵）

鎌倉時代や江戸時代の「へのへのもへじ」などの文字絵を起源に、絵描き歌が大正時代、昭和時代に盛んになったとされる。
昭和後期以降はテレビアニメや幼児番組の歌曲、あるいは児童向け図書の企画として既存のキャラクターを描くための絵描き歌が多数創作された。特にオバケのQ太郎やドラえもんなどの藤子不二雄作品に登場するキャラクターの絵描き歌は人気を博した。

## その他
実際は描く位置までは歌詞からは分からないので、何も知らない人が歌詞どおり描いてみても、うまく描けない。これを利用してテレビのバラエティ番組などでクイズとして出題される場合もある。
また、指示に沿いながら全く異なるものを描く遊びがインターネット上の動画共有サービスやSNSでも話題になることがあり、「ドラえもん・えかきうた」を歌詞通りに描いて全く別の絵を生み出したものがTwitter上で話題になった例やコックさんの絵描き歌を用いた4コマ漫画風の投稿がある。
さらに、グリーンダカラのプロモーションによるものとして、明確な回答のない、自由な発想に任せた「こたえのないえかきうた」のような例も存在する。